# マン・ダウン 戦士の約束
『マン・ダウン 戦士の約束』（マンダウン せんしのやくそく、Man Down）は、2015年のアメリカ合衆国のスリラー映画。監督はディート・モンティエル。脚本はアダム・G・サイモン。出演はシャイア・ラブーフ、ジェイ・コートニー、ゲイリー・オールドマン、ケイト・マーラ、クリフトン・コリンズ・Jr。2015年9月に開催された第72回ヴェネツィア国際映画祭にてプレミア上映がなされた。

## キャスト
※括弧内は日本語吹替
- ガブリエル・ドラマー: シャイア・ラブーフ（小松史法）
- デビン・ロバーツ: ジェイ・コートニー（浜田賢二）
- ペイトン海軍大佐: ゲイリー・オールドマン（安原義人）
- ナタリー・ドラマー: ケイト・マーラ（恒松あゆみ）
- ミラー軍曹: トリー・キトルズ（英語版）（伊藤健太郎）
- チャールズ: クリフトン・コリンズ・Jr（岡井カツノリ）
- ジョナサン・ドラマー: チャーリー・ショットウェル（田中あいみ）
- テイラー少尉: ホセ・パブロ・カンティージョ（英語版）（川原元幸）
- スポリ: ポール・サド（遠藤航）
- ビル・オライリー: 本人（石原辰己）